# ミセス・ダウト
『ミセス・ダウト』（原題: Mrs. Doubtfire）は、1993年のアメリカのコメディ映画。クリス・コロンバスが監督、ランディ・メイエム・シンガーとレスリー・ディクソンが脚本、ロビン・ウィリアムズが主演を務めた。1987年にイギリスの作家アン・ファインが発表した小説『Madame Doubtfire』（または『Alias Madame Doubtfire』、邦題『ミセス・ダウト』）が原作。
ロビン・ウィリアムズが60歳近くの女性に扮し、特殊メイク担当のグレッグ・キャノンがアカデミーメイクアップ賞を受賞した。2014年には続編の製作も発表されたが、主演のウィリアムズの死去に伴い実現へと至らなかった。

## ストーリー
ダニエル・ヒラードはサンフランシスコ在住のフリーランスの声優である。彼は14歳のリディア、12歳のクリストファー (クリス)、5歳のナタリー (ナッティ) という3人の子供たちを育てる献身的な父親だが、仕事熱心なインテリアデザイナーである妻のミランダは、 彼は未熟で頼りにならないと考えている。ある日、倫理的に問題のある脚本を巡る意見の相違からダニエルは仕事を辞め、クリスの成績が悪かったことからミランダが反対しているにも拘わらず、クリスの誕生日パーティーを開き大騒ぎする。これにより2人の関係は、ミランダが離婚を申請するまでに悪化する。最初の親権審問で裁判所は、ダニエルが無職でホームレスとなることから、ミランダに子供の単独親権を認め、ダニエルには毎週土曜日の面会権だけが与えられると裁定する。共同親権は、ダニエルが3か月以内に安定した仕事と適切な住居を見つけるか否か次第とされる。
生活を立て直すため、ダニエルはアパートを見つけ、テレビ局の配送員としての新しい仕事に就く一方、ミランダが家政婦を探していることを知る。ダニエルはミランダが提出する募集広告申込書に書いた電話連絡先を勝手に変更して、応募者がミランダに連絡を取れないようにした上で、自分の声優のスキルを活かして、複数の如何にも適切ではない応募者を装ってミランダに電話をかける。そしてダニエルは最後に、立派な資格を持つ年配の英国人乳母である「ミセス・ユーフェジェニア・ダウトファイア」として電話をかける。ミランダは大変良い印象を受け、ミセス・ダウトファイアを面接に招く。ダニエルはメイクアップアーティストの弟フランクとフランクのパートナーであるジャックに、老婦人に見せるための人工マスクを含むミセス・ダウトファイアの衣装の作製を依頼する。
面接は上手くいき、ミランダはミセス・ダウトファイアを雇うことを決める。子供たちは最初は彼女の権威に戸惑ったが、すぐに慣れて、一方、ミランダはより寛大に子供たちに接するようになる。ダニエルはより責任感を持つようになり、役割の一環として家事スキルを学び、自分自身を更に向上させ、ミランダの尊敬を得ることとなる。しかし、ミランダはダニエルよりもダウトファイア夫人を信頼し、もう彼女無しにはやっていけないほどになってしまったことから、それがダニエルが子供たちに会うことの障害となってしまう。
ダニエルはまた、ミランダの新しいボーイフレンドであるスチュアート「スチュ」ダンマイヤーがミランダと子供たちと仲良くなっていくのを見て嫉妬する。ミセス・ダウトファイアはある晩、リディアの勉強を見ている最中にトイレに行く。クリスがトイレに入ろうとし、ミセス・ダウトファイアが立って小用をしているのを見て、リディアに警察に電話するよう必死になって頼む。パニックになったダニエルは、自分がミセス・ダウトファイアであることを明かし、リディアとクリスは少しためらいながらも、父親と過ごし続けるためにダニエルの秘密を守ることに同意する。
ある日、ダニエルの勤務先のテレビ局のCEOであるジョナサン・ランディは、最近打ち切りとなった子供向け番組のセットでダニエルが恐竜のおもちゃで遊んでいるのを見かける。彼の声優としての技量、ユーモア、想像力に感銘を受けたランディは、新しい番組の企画について話し合うためダニエルを夕食に誘う。しかしその夕食会は、ミセス・ダウトファイア夫人も招待されているミランダの誕生日の家族での会食の予定と同じ場所と時間であることが分かる。どちらの予定も変更出来ず、ダニエルはミセス・ダウトファイアの衣装を着たり脱いだりしながら両方の夕食会に出席する。酔っ払ってしまったダニエルは、うっかりミセス・ダウトファイアの衣装でランディのところに戻ってきてしまうが、すぐにこのミセス・ダウトファイアが新しい番組の司会者の案だと言う。スチュが唐辛子アレルギーであることを聞いたダニエルはキッチンに忍び込み、スチュの注文のジャンバラヤに粉末カイエンペッパーをかけまくる。それによりスチュは夕食中に窒息してしまい、ダニエルは罪悪感から、ミセス・ダウトファイアとしてスチュに上腹部圧迫法を施す。その最中に人工マスクが一部剥がれてしまい、その正体にミランダはショックを受け激怒し、彼女は子供たちと一緒にレストランを去る。
次回の親権公聴会で、ダニエルは裁判官の課した条件を予定より早く満たしたことを訴え、自分の行動について説明し、引き続き子供たちとの面会を許可してほしいと懇願する。ダニエルの演技力を知った裁判官は、この懇願もダニエルの演技に過ぎないとして却下し、ダウトファイア夫人としてのダニエルの役割も好ましくないと判断し、ミランダにのみ子供たちの保護権を与え、ダニエルが監視付きで土曜日に面会する権利を更に制限した。これはダニエルと子供たち、そしてダニエルに対する怒りと憎しみが家族の皆を傷つけてきたことに気づき始めたミランダさえも打ちのめしてしまう。ミセス・ダウトファイアが自分たちの生活をどれだけ良いものにしてくれたかを分かっているミランダと子供たちは、彼女がいなくなってしまうと自分たちが淋しい思いをしなくてはならないことが分かる。その後、ダニエルがミセス・ダウトファイアとして「ユーフェジェニアの家」という新しい番組の司会を務めていることを知り、ミランダと子供たちは驚く。この番組は全米で大ヒットする。
ミランダは収録後のダニエルを現場に訪ね、ダニエルが家族と一緒にいた時の方が良かったと認め、怒ったことを謝る。その後、彼女は共同親権を認め、ダニエルが放課後に毎日子供たちを迎えに行けることとなった。ダニエルが子供たちと出かける間、ミランダは「ユーフェジェニア家」でミセス・ダウトファイアがケイティ・マコーミックという両親が離婚した少女からの手紙に返事をするのを見る。そこでミセス・ダウトファイアは「家族がどの様な形になっても、愛は続くのです」と語る。

## 登場人物
ダニエル・ヒラード / ミセス・ダウトファイア
本作の主人公で3人の子供に愛される父親。俳優・声優として働いており、演技の実力は確かなものの、自分の信念を曲げない頑固な性格が災いして一度周囲と意見がぶつかり合うとすぐ仕事を投げてしまい、まともな仕事が出来た試しが無い。根明でポジティブに物事を考える傾向があり、子供に対する愛情と責任感は強い。一方で家庭内の事情についてはてんで無頓着で、長年ヒモ同然の生活を続けていた上に家事にも協力しなかったため、ついに妻ミランダから愛想をつかされて離婚を言い渡され、親権を失ってしまう。
その後ミランダが家政婦を募集すると知った彼は、子供達のそばにいたい一心で、映画の特殊メイクの業界で成功していた兄のフランクの力を借り、お淑やかな英国出身の老婦人に化ける。 “ダウトファイア” という名前の由来は、ダニエルが面接申し込みの電話中に妻から名前を聞かれたとき、偶然目にした新聞に放火の疑い（Doubt Fire：ダウトファイア）の記事からとっさに名乗ってしまったためである。ミセス・ダウトファイアとして生活する時は周りからは品格がある女性として好印象だが、失敗をしてダニエルの地が出るたびに強烈でユーモラスな印象を残す。ダウトファイアに変身してからはこれまでの自堕落な生活を改め、家事全般と子供の宿題や勉強に対して厳格になっていく。当初は今までのだらしない生活が災いして料理はおろか部屋の掃除すらままならない有様であったが、家政婦としての役を追及すると共に料理や家事を一から勉強していき、家族に無くてはならない存在へと変化する。
ミランダ・ヒラード
ダニエルの妻でインテリアデザイナー。仕事に関しては相当なやり手だがそれゆえにダニエルから「仕事人間」と揶揄され、彼とは反対に何事も深刻に真剣に考える「息を抜けない」性格な上、仕事が多忙なためヒステリックになりがちである。ダニエルとは結婚当初は仲が良かったが失業してだらしない生活を続ける夫にとうとう堪忍袋の緒が切れ、離婚の意思を告げる。離婚後も職がなくだらしない生活を送る夫に嫌気が差し、子供を遠ざけていた。家政婦の面接の際、家庭の事情を見抜いていたダウトファイアにすぐに好印象を持ち採用する。ダウトファイアが来てからは生活が楽になり、次第に笑顔を取り戻していく。
スチュワート・ダンマイア
やり手のビジネスマン。ニックネームはスチュー。ミランダの大学時代の恋人。仕事でミランダと再会し再び付き合い始める。二枚目で性格的にも他者を思いやる優しさがあり、全く非の打ち所がない。唯一の欠点は唐辛子アレルギー持ちなことだが、食事などの必要な場面ではきちんと先んじて説明している。
家族に溶け込んで行くスチューを見たダニエルは劣等感を感じながら嫉妬し、ミセス・ダウトの姿を利用して嫌がらせを始める。プールで遊んでいた時にダニエルの悪口をこぼしたところダウトファイアに立ち聞きされ後頭部にフルーツを投げられたり、レストランで食事を注文した際「唐辛子アレルギーだからかけないで下さい」と断ってもダウトファイアの陰謀で厨房でジャンバラヤに唐辛子を混入されるなどの憂き目に遭う。最終的には唐辛子のせいで呼吸困難を起こし、やりすぎたと慌てたミセス・ダウトに助けられたが、その際に正体がダニエルだということがバレてしまう。
当初の脚本では裏表のある二枚舌の悪役として描かれていたが、監督が「彼を悪役にしたら作品に説得力が持てない」と考え、ダニエルとは対照的な聖人君子へと徹底的に書き換えられた。
フランク・ヒラード
ダニエルの兄。映画業界のメイキャップアーティスト。典型的なお姉系であり、ダニエルが女装する際、とても喜んでいた。フランク曰く、ダウトファイアは母親にソックリである。
ジョナサン・ランディ社長
ダニエルがフィルムの発送係として雇われることになった放送局の社長。長年放送している子供番組の視聴率が低いことに悩んでいる。
グロリア・チェイニー
ヒラード家の隣人。ダニエルとは犬猿の仲で、派手な誕生パーティのことでミランダに苦情をだして離婚の原因を作る。趣味はガーデニングだが、未公開シーンでは家族を奪われたダニエルがその腹いせにミセスダウトに扮した際にとんでもない助言をしたせいで、庭の園芸が全て台無しになる。
リディア・ヒラード
ダニエルの娘。長女。しっかり者で、父親のダニエルの事を心配しながら、離婚を告げたミランダを憎んでいた。離婚が原因で反抗的になりダニエルはもちろん、ミセス・ダウトにさえも当初は冷たく当たっていた。
クリストファー（クリス）・ヒラード
ダニエルの息子。サッカーが好き。勉強嫌いで成績が悪い事をミランダから心配されている。
ナタリー・ヒラード
ダニエルの娘。次女。『スチュアート・リトル』の絵本が好きで、寝る前にダニエルに読んでもらうことを楽しみにしている。
ミセス・セルナー
ダニエルが親権を得るために、国選で生活環境をチェックするために派遣された家庭訪問員。毒舌で、役者としてダニエルが行った即興劇を『それ自分でおもしろいと思ってるの？』とあしらう。ダニエルが訪問日程を忘れたためにミセス・ダウトに扮した時に鉢合わせ、ダニエルがとっさに（「ミセス・ダウト」としてダニエルの）姉と名乗ったため、その後ミランダにダニエルは女と同居していると情報が流れてしまう。
オーディオ・コメンタリーではロビンのコミカルな演技に周りのスタッフは笑いを必死にこらえていたのに対して、セルナー役のヘイニーは（彼女の演じる役が融通の利かない性格だというのもあって）一切動じずに役に臨んでおり、監督はベテラン俳優の凄さを思い知らされたと語っている。
バスの運転手
ミセスダウトが帰宅の際に利用する路線バスの運転手。当初からミセスダウトに好感を持ち、未公開シーンではデートまで申し出てしまう。
脚本の段階では序盤に乗車する際にストッキングがずれてダニエルのすね毛が見えてしまう際には怪しげにダニエルを睨みつける予定だったが、監督が「毛深い女が好みにしよう」と提案した際に俳優のシドニー・ウォーカーは乗り、そのまま好意を深める設定へと変わった。
会員制プールのバーテン
スチューが一家を招いたプールのバーテン。ロビン・ウィリアムズの実兄、ロバート・ウィリアムズが演じている。

## キャスト
| 役名                                        | 俳優                         | 日本語吹き替え                                                            | 日本語吹き替え                                                                        | 日本語吹き替え |
| 役名                                        | 俳優                         | ソフト版                                                                  | テレビ朝日版                                                                          | フジテレビ版 |
| ------------------------------------------- | ---------------------------- | ------------------------------------------------------------------------- | ------------------------------------------------------------------------------------- | --- |
| ダニエル・ヒラード / ミセス・ダウトファイア | ロビン・ウィリアムズ         | 山寺宏一                                                                  | 山寺宏一                                                                              | 江原正士 |
| ミランダ・ヒラード                          | サリー・フィールド           | 小山茉美                                                                  | 佐々木優子                                                                            | 一城みゆ希 |
| スチュワート・ダンマイア                    | ピアース・ブロスナン         | 堀秀行                                                                    | 堀内賢雄                                                                              | 有本欽隆 |
| フランク                                    | ハーヴェイ・ファイアスタイン | 渡部猛                                                                    | 島香裕                                                                                | 玄田哲章 |
| ジョナサン・ランディ社長                    | ロバート・プロスキー         | 阪脩                                                                      | 川久保潔                                                                              | 富田耕生 |
| グロリア・チェイニー                        | ポリー・ホリデイ             | 島美弥子                                                                  |                                                                                       | |
| リディア・ヒラード                          | リサ・ジェイカブ             | 伊藤美紀                                                                  | 坂本真綾                                                                              | 渡辺美佐 |
| クリス・ヒラード                            | マシュー・ローレンス         | 石田彰                                                                    | 結城比呂                                                                              | 佐々木望 |
| ナタリー・ヒラード                          | マーラ・ウィルソン           | 渡辺菜生子                                                                | こおろぎさとみ                                                                        | 池上麻里子 |
| 家庭訪問員セルナー                          | アン・ヘイニー               | 竹口安芸子                                                                | 矢野陽子                                                                              | 京田尚子 |
| その他                                      |                              | 真地勇志 加藤精三 今西正男 有本欽隆 稲葉実 清川元夢 矢津田美恵子 沢海陽子 | 有本欽隆 小島敏彦 浅井淑子 秋元羊介 石森達幸 茶風林 土方優人 紗ゆり 宝亀克寿 小出悦子 | 上田敏也 小山武宏 丸山詠二 藤本譲 坂口哲夫 田原アルノ 火野カチコ 磯辺万沙子 坂口賢一 宝亀克寿 伊藤和晃 加藤優子 増田ゆき |

- ソフト版吹き替え - VHS・DVD・BD収録
- テレビ朝日版吹き替え - 初回放送1997年4月27日『日曜洋画劇場』
- フジテレビ版吹き替え - 初回放送1998年10月24日『ゴールデン洋画劇場』

※日本語吹替は上記の他に、高橋剛が演出した機内上映版が存在する。

## スタッフ
- 監督 - クリス・コロンバス
- 製作 - マーシャ・ガーセス・ウィリアムス 、ロビン・ウィリアムズ 、マーク・ラドクリフ
- 原作 - アン・ファイン
- 脚本 - ランディ・メイエム・シンガー、レスリー・ディクソン
- 撮影 - ドナルド・マカルパイン
- 特殊メイク - グレッグ・キャノン
- 音楽 - ハワード・ショア
- 主題歌 - エアロスミス（Dude）
- 美術 - アンジェロ・グラハム
- 編集 - ラジャ・ゴズネル
- 衣装（デザイン） - マリ・アレン

### 日本語版制作スタッフ
| -    | ソフト版   | テレビ朝日版         | フジテレビ版         |
| ---- | ---------- | -------------------- | -------------------- |
| 演出 | 福永莞爾   | 福永莞爾             | 春日正伸             |
| 翻訳 | 滝沢ふじお | たかしまちせこ       | 松崎広幸             |
| 調整 | 兼子芳博   | 山田太平             | 栗林秀年             |
| 効果 |            | リレーション         | 山本洋平             |
| 担当 |            | 松田佐栄子 高橋由佳  | 保原賢一郎 山形淳二  |
| 制作 | クリプリ   | ムービーテレビジョン | ムービーテレビジョン |

## 特記事項
本編ではダニエルがミセスダウトに変装する際は一枚のマスクで顔を覆っているが、実際は8枚のパーツにマスクは分かれており、メイクをするのには4時間近くかかる。マスクを作成する過程は実際の特殊メイクの技法と同じだが、マスクを一枚にしたのはレストランのシーンで早変りをするために設定された。これはトッツィのダスティンホフマンと同じ技法でも行っている。また冒頭でダニエルが声優として、アニメにアテレコ作業を行っているが、アメリカでは作画を描く前に声優の声を撮るプレスコ作業が基本となっている。ダニエルがフランクが女装を色々と試すシーンは実際に企画段階で行った打ち合わせで行った女装が元となっている。

## リメイク
1996年にインドで『アヴァイ・シャンムギ』というタイトルでタミル語でリメイクされた。主演はen:Kamal Haasan（カマル・ハーサン）とミーナ。興行的に成功を収め、1998年に『チャチ420』というタイトルでヒンディー語でリメイクされた。主演はカマル・ハーサンとタッブー。

## 舞台化
2013年、舞台プロデューサーのケヴィン・マコラムは本作がブロードウェイ向きであるとしてミュージカル化の可能性について語った。2015年に一旦制作中止となった後、2018年、マコラムはケイリーとウェインのカークパトリック兄弟を作詞作曲、ジョン・オファレルを脚本、トニー賞受賞者のジェリー・ザックスを演出として新たな制作陣を招集した。2019年12月13日にシアトルにあるフィフス・アベニュー・シアターで開幕した。2020年3月9日、ブロードウェイに進出し、スティーブン・ソンドハイム・シアターにて3月9日よりプレビュー公演が行われた。3日後、コロナウィルスの世界的蔓延によりブロードウェイ全公演が中止となった。2021年10月21日にプレビュー公演が再開され、同年12月5日に本公演が開幕した。